# Donato Giannotti

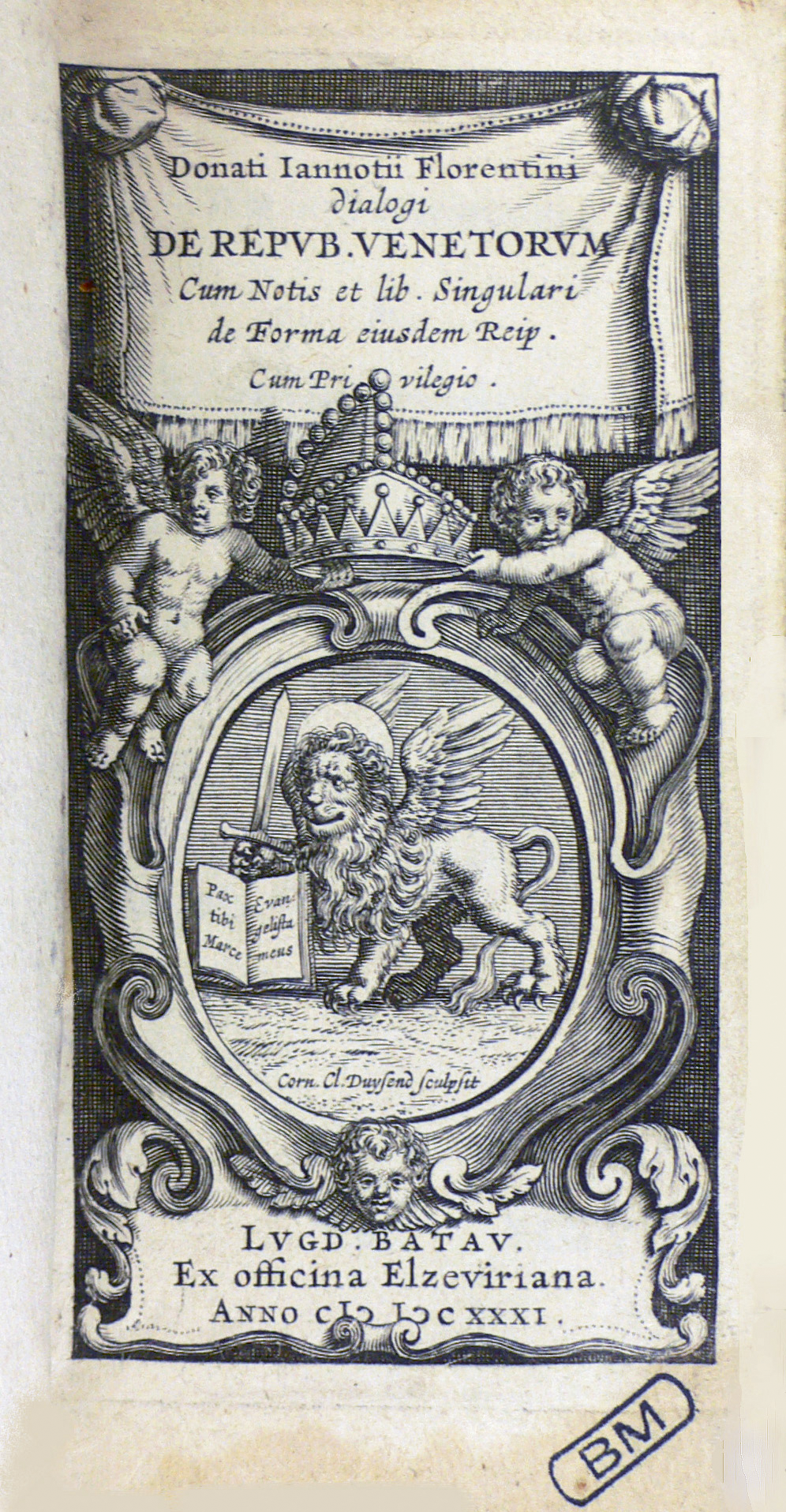
Dialogi de Repub. Venetorum, 1631.

Donato Giannotti, född 27 november 1492, död 1573, var en italiensk politiker.
Giannotti var i florentinska republikens tjänst 1527-1530, landsförvisades av mediceerna, levde i Venetien, sedan i Rom och blev sekreterare för Pius V. I dialogen Repubblica dei viniziani (1526-1533, utgiven 1540) visade sig Giannotti som skarpsinnig forskare och varm beundrare av Venedigs politiska författning, efter vilken han skulle ha velat ha styrelsesättet i Florens omändrat. Postumt utgavs hans Della repubblica fiorentina och Discoros delle cose d'Italia.